# کاراکالا، آرماویر
کاراکالا (به ارمنی: ) یک منطقه مسکونی در ارمنستان است که در استان آرماویر واقع شده‌است.  در  کیلومتری شمال ، مرکز استان آرماویر واقع شده است.

## خصوصیات
کارارکالا  نفر جمعیت دارد و در ارتفاع  متر بالاتر از سطح دریا قرار گرفته است.